# ماركوس فيريرا كزافييه
ماركوس فيريرا كزافييه (18 فبراير 1982 بريو دي جانيرو في البرازيل - ) هو لاعب كرة قدم برازيلي وأذربيجاني في مركز الوسط. شارك مع منتخب أذربيجان لكرة القدم. أما مع النوادي، فقد لعب مع نادي نيفتشي باكو ونادي كورينثيانس ألاغوانو وKarvan FK ‏.

## وصلات خارجية
- ماركوس فيريرا كزافييه على موقع قاعدة بيانات كرة القدم.إي يو (الإنجليزية)
- ماركوس فيريرا كزافييه على موقع ناشيونال فوتبول تيمز (الإنجليزية)